# Whitfieldieae
Tribu
Les Whitfieldieae sont une tribu de plantes à fleurs de la famille des Acanthaceae et de la sous-famille des Acanthoideae.

## Liste des sous-taxons
Sous-tribus:
- Lankesteriinae
- Whitfieldiinae

## Publication originale
- (en) Reveal J.L., 2012. An outline of a classification scheme for extant flowering plants. Phytoneuron 2012-37: 1–221.